# Parallels Desktop для Mac
Parallels Desktop для Mac — программный продукт компании Parallels, представляющий собой решение в области виртуализации для macOS, позволяющее пользователям запускать Windows, Linux и другие операционные системы, а также программное обеспечение, написанное для этих операционных систем.
Microsoft официально рекомендует использовать Parallels Desktop для Mac для запуска Windows 11 на компьютерах Mac на Apple Silicon.

## Обзор
Благодаря тому, что виртуальная машина запускается под macOS как обычное приложение, пользователю не нужно для запуска другой операционной системы или программного обеспечения для неё перезагружать компьютер, в отличие от предложенной Apple технологии Boot Camp. В комплект поставки Parallels Desktop для Mac также входит ряд утилит, которые позволяют максимально упростить работу с виртуальными машинами и оптимизировать их производительность.

## Поддерживаемые операционные системы

### Гостевые ОС в виртуальных машинах
Parallels Desktop поддерживает множество 32- и 64-битных операционных систем в качестве гостевых, в частности:
- Различные версии Windows (включая Windows 8)
- Различные версии Linux (включая Ubuntu 12.04 и Fedora 15)
- Различные версии macOS (включая Mac OS X 10.8 Mountain Lion)
- FreeBSD
- Solaris
- MS-DOS 6.22
- OpenBSD 3.8

## История версий

### Версия 6
Представленная 9 сентября 2010 года и выпущенная 14 сентября 2010 года, Parallels 6 впервые представила полную поддержку 64-битного окружения Mac OS X. В Parallels Desktop 6 для Mac было внесено более 80 усовершенствований, включая повышение производительности на 40 % в сравнении с предыдущей версией.
В качестве основной ОС могут использоваться: Mac OS X 10.6 Snow Leopard или выше, Mac OS X 10.5.2 Leopard или выше.
Наиболее значительные нововведения в этой версии:
- Новое 64-битное ядро;
- Улучшенный импорт виртуальных машин из VMware, Virtual PC и разделов Boot Camp;
- Увеличение производительности сетевых адаптеров, жестких дисков и Parallels Trasporter Agent[англ.];
- Увеличение производительности 3D-графики на 40 % в сравнении с предыдущей версией;
- Интеграция приложений из гостевой ОС Windows в Spotlight;
- Ускорение загрузки гостевой ОС Windows;
- Возможность использования ограничений Родительского контроля Mac OS X в приложениях Windows;
- Возможность использования клавиатурных сокращений Mac OS X в приложениях Windows;
- Улучшенная поддержка функций Spaces и Exposé;
- Объёмный звук 5.1.

### Версия 7
Представленная 1 сентября 2011 и выпущенная 6 сентября 2011, Parallels Desktop 7 принесла массу новых функций. В новую версию было внесено более 90 усовершенствований, включая работу с OS X Lion, повышение производительности и интеграцию между настольными и мобильными программными платформами. Одновременно с Parallels Desktop 7 компания выпустила приложение Parallels Mobile, которое предоставляет доступ мобильных устройств (iPhone/iPad/iPod Touch) как к Windows-программам, так и к приложениям Mac OS X.
В качестве основной ОС могут использоваться: Mac OS X Mountain Lion 10.8, Mac OS X Lion 10.7 или выше, Mac OS X Snow Leopard v10.6.8 или выше или Mac OS X Leopard v10.5.8 или выше.
Наиболее значительные нововведения в этой версии:
- Интеграция с Mac OS X Lion:
  - Поддержка полноэкранного режима;
  - Использование Launchpad для приложений Windows;
  - Поддержка Mission Control;
  - Mac OS X Lion в качестве гостевой ОС;
  - Поддержка новых визуальных эффектов Mac OS X Lion;
- Улучшенный интерфейс пользователя;
- Увеличенный срок работы мобильных устройств от батарей;
- Поддержка ограничений Родительского контроля Mac OS X;
- Поддержка шифрования Intel AES-NI;
- Улучшенная производительность, включая 3D графику;
- Поддержка до 1GB видеопамяти в виртуальной машине;
- Улучшенная поддержка аудио - до 192 kHz;
- Объемный звук 7.1;
- Интеграция с Mac OS X Mountain Lion.

### Версия 8
Анонсировано 22 августа 2012 года и выпущено 4 сентября 2012 года. Одновременно с Parallels Desktop 8 компания выпустила приложение Parallels Mobile, которое предоставляет доступ мобильных устройств (iPhone/iPad/iPod Touch) как к Windows-программам, так и к приложениям Mac OS X.
В качестве основной ОС могут использоваться: Mac OS X Mountain Lion 10.8, Mac OS X Lion 10.7 или выше, Mac OS X Snow Leopard v10.6.8 или выше или Mac OS X Leopard v10.5.8 или выше.
Наиболее значительные нововведения в этой версии:
- Mountain Lion в качестве гостевой ОС;
- Поддержка Retina-дисплеев для Windows;
- Мастер презентаций. Новый Мастер презентаций позволяет вам легко и красиво показывать презентации с вашего Mac на любой внешний монитор или проектор;
- Кнопка «Открыть в Internet Explorer»;
- Голосовой ввод в программах для Windows из OS X Mountian Lion;
- Поддержка drag-n-drop вложений Outlook;
- Multi-язык клавиатуры синхронизируется;
- Общий центр уведомлений;
- Общий Bluetooth;
- Общие корзины;
- Полная поддержка для Windows 8;
- Возможность скачать Windows прямо из Parallels мастера;
- Улучшенный пользовательский интерфейс;
- Родительский контроль из Mac OS применяется к программам для Windows.

### Версия 9
Анонсировано 29 августа 2013 года и выпущено 5 сентября 2013 года.

### Версия 10
Выпущенная 20 августа 2014 года Parallels Desktop 10 для Mac включает поддержку OS X Yosemite; прекращена поддержка Mac OS X Snow Leopard.

### Версия 11
Выпущенная 19 августа 2015 года Parallels Desktop 11 для Mac включает поддержку OS X El Capitan и Windows 10.

### Версия 12
Выпущенная 18 августа 2016 года Parallels Desktop 12 для Mac включает следующие особенности:
- Добавлена поддержка операционной системы macOS Sierra;
- Выпущен набор вспомогательных программных инструментов Parallels Toolbox, упрощающий работу с гостевой операционной системой;
- Регулирование параметров загрузки и установки центра обновлений операционной системы Windows 10;
- Поддержка Xbox для гостевой операционной системы Windows 10;
- Потоковая передача игр с гостевой операционной системы на Mac (технология High Speed Game Data Stream (HSGDS), используемая для запуска игр на гостевой ОС без потери производительности[4])
- Механизм упрощенного резервного копирования виртуальных машин.

### Версия 13[5]
Выпущенная 22 августа 2017 года Parallels Desktop 13 для Mac включает поддержку macOS High Sierra и Touch Bar; появилась функция «Картинка в картинке», с помощью которой можно закрепить окна из среды Windows поверх любых приложений, запущенных в среде macOS.

### Версия 14[6]
Выпущенная 21 августа 2018 года Parallels Desktop 14 для Mac включает следующие особенности:
- Поддержка macOS Mojave;
- Расширенная оптимизация хранения данных;
- Поддержка использования рукописного ввода Microsoft для редактирования документов Microsoft Office для Windows;
- Поддержка ресурсоемких графических приложений и общего доступа к камере 4K;
- Повышение быстродействия до 200 % для iMac Pro (кодирование звука и видео, ИИ, 3D-моделирование, шифрование и другие нагрузки со сложными математическими вычислениями) благодаря поддержке набора инструкций процессора AVX512 Intel Cannon Lake;
- Ускорение запуска приложений до 80 %;
- Ускорение загрузки до 10 %;
- Ускорение приостановки для раздела APFS до 30 %;
- Увеличение частоты кадров в секунду для общей камеры до 130 %;
- Увеличение частоты кадров в секунду в режиме Coherence до 17 %.

### Версия 15
Выпущенная 13 августа 2019 года Parallels Desktop 15 для Mac включает следующие особенности:
- Parallels Desktop 15 полностью совместимо с macOS Catalina и оптимизировано для нее. Решение поддерживает Sidecar и предлагает новые функции защиты и обеспечения конфиденциальности.
- Поддержка DirectX 9, DirectX 10 и DirectX 11 через Apple Metal. Благодаря поддержке DirectX 11 можно легко запускать самые ресурсоемкие графические приложения и игры: Autodesk 3ds Max 2020, Lumion, ArcGIS Pro, Master Series, FIFA 19, Age of Empires, Fallout 4 и многие другие.
- В Parallels Desktop 15 добавлена поддержка меню «Поделиться» в Finder. Теперь можно отправлять файлы из macOS, используя почтовый клиент Windows.
- Parallels Desktop 15 поддерживает новую категорию устройств Bluetooth. Теперь можно подключить клавиатуру Logitech Craft, IRISPen, некоторые устройства IoT (например, умную бытовую технику и умные браслеты) и т. д.
- В Parallels Desktop 15 заметно возросла производительность. Приложения Microsoft Office запускаются на 80 % быстрее, а интерфейс Parallels Desktop стал более отзывчивым и плавным. Скорость обработки 3D-графики также возросла на 15 % (согласно тесту 3DMark13 Cloud Gate с использованием графики AMD Radeon).

### Версия 16
Выпущенная 11 августа 2020 года Parallels Desktop 16 для Mac включает следующие особенности:
- Оптимизирована к новой архитектуре macOS Big Sur;
- В виртуальных машинах Windows и Linux DirectX 11 на 20 процентов быстрее, и есть улучшения для графики OpenGL 3;
- Время автономной работы, когда пользователи активируют «Режим путешествия» в Windows, увеличивается до 10 процентов;
- В приложениях для Windows пользователи теперь могут использовать масштабирование и вращение с помощью трекпада в приложениях для Windows;
- Дополнительные параметры печати: двусторонняя печать и формат бумаги от A0 до конверта.

### Версия 17
Выпущенная 10 августа 2021 года версия Parallels Desktop 17 для Mac включает следующие особенности:
- Оптимизирована для чипа Apple M1;
- Добавлена поддержка устройств USB 3.1;
- Добавлена поддержка нескольких мониторов для Linux;
- Добавлена поддержка перетаскивания текста или графики между приложениями Mac и Windows;
- Добавлена поддержка Windows 11 в качестве гостевой ОС (версия 17.1, выпущенная 14 октября 2021 года).

### Версия 18
Выпущенная 9 августа 2022 года версия Parallels Desktop 18 для Mac включает следующие особенности:
- Полная поддержка дисплеев ProMotion на 14-и 16-дюймовых MacBook Pro;
- Упрощенная установка Windows 11;
- Улучшенный игровой процесс Windows на Mac;
- Версия 18.1, выпущенная 1 ноября 2022 года, полностью совместима с macOS Ventura; добавлена поддержка выделения до 128 ГБ ОЗУ виртуальным машинам на компьютерах Mac с чипом M1 Ultra.

### Версия 19
Выпущенная 21 августа 2023 года версия Parallels Desktop 19 для Mac включает следующие особенности:
- Улучшеная совместимость с macOS Sonoma как с хостовой, так и с гостевой ОС;
- Новый значок приложения;
- Возможность использовать Touch ID для входа в Windows;
- Улучшена поддержка OpenGL до версии 4.1;
- Улучшения в работе macOS в качестве гостевой ОС, включая установку из образа IPSW, базовые операции с виртуальной машиной, функции массового развертывания и т. д.

## Внешние ссылки
1. Parallels Desktop 10 для Mac на сайте компании Parallels
2. Parallels Desktop 9 примечания к выпуску